# سیارک ۲۲۹۲۰
سیارک ۲۲۹۲۰ (به انگلیسی: 22920 Kaitduncan، نامگذاری:1999TF94) بیست و دو هزار و نهصد و بیستمین سیارک کشف شده‌است که در ۲ اکتبر ۱۹۹۹ کشف شد.
قدر مطلق سیارک برابر ۱۷.۰ است.